# Pressure Points
Pressure Points, Camel Live in Concert is een livealbum van Camel. Het opgenomen concert werd gegeven op 11 mei 1984 ter promotie van hun studioalbum Stationary Traveller, waarbij Camel ook Nederland zou aandoen, in dit geval Haarlem. De opzet was om van het concert in Hammersmith Odeon een dubbelalbum uit te geven alsmede een video/beeldplaat. Echter problemen met de lichtinstallatie zorgden ervoor dat voor wat betreft de beelden alleen het deel na de pauze kon worden gebruikt. Het album werd daarop aangepast. Bij de heruitgaven van albums van Camel verschenen steeds meer tracks van het eerste gedeelte, totdat in 2009 het geheel als dubbelabum op compact disc verscheen. Gezien de tijdsduur van de 2cd kan er getwijfeld worden of dit de opnamen van het totale concert zijn. De wereldwijde tournee werd niet gehouden, dat had te maken met de vliegangst van Scherpenzeel.
Decca sloeg na dit album een andere richting in; men wilde zich meer wijden aan klassieke muziek. Latimer had er eigenlijk ook even genoeg van en Camel kwam dus zonder platenlabel te zitten. Bovendien gingen de originele opnamen voor het volgende album grotendeels verloren en het duurde zeven jaar voordat er nieuwe muziek van Camel kwam.

## Musici
- Andrew Latimer – zang, gitaar], dwarsfluit
- Chris Rainbow – zang
- Colin Bass – basgitaar, zang
- Ton Scherpenzeel – toetsinstrumenten
- Paul Burgess – drums en percussie

Met medewerking van:
- Mel Collins – saxofoon Fingertips
- Peter Bardens – toetsinstrumenten Rhayader/Rhayader goes to town
- Richie Close – toetsinstrumenten, saxofoon

## Muziek
| Nr. | Titel                | track origineel album | Duur |
| --- | -------------------- | --------------------- | ---- |
| 1.  | Pressure points      | 1                     | 7:17 |
| 2.  | Drafted              | 2                     | 3:50 |
| 3.  | Captured             | 3                     | 3:02 |
| 4.  | Lies                 | 4                     | 5:11 |
| 5.  | Refugee              |                       | 3:48 |
| 6.  | Vopos                |                       | 5:49 |
| 7.  | Stationary traveller |                       | 5:16 |
| 8.  | West Berlin          | 6                     | 5:18 |
| 9.  | Fingertips           | 7                     | 4:40 |

| Nr. | Titel                 | track origineel album | Duur  |
| --- | --------------------- | --------------------- | ----- |
| 1.  | Sasquatch             | 5                     | 4:06  |
| 2.  | Wait                  | 8                     | 4:21  |
| 3.  | Cloak and daggerman   |                       | 4:04  |
| 4.  | Long goodbyes         |                       | 6:45  |
| 5.  | Rhayader              | 9                     | 2:29  |
| 6.  | Rhayader goes to town | 10                    | 6:28  |
| 7.  | Lady fantasy          |                       | 12:41 |